# Frontinella tibialis
Frontinella tibialis är en spindelart som beskrevs av F. O. Pickard-Cambridge 1902. Frontinella tibialis ingår i släktet Frontinella och familjen täckvävarspindlar. Inga underarter finns listade i Catalogue of Life.